# 1994 WG3
1994 WG3 är en asteroid i huvudbältet som upptäcktes den 28 november 1994 av de båda japanska astronomerna Seiji Ueda och Hiroshi Kaneda i Kushiro.
Asteroiden har en diameter på ungefär 3 kilometer.